# Josef Karel ze Žerotína
Josef Karel říšský hrabě ze Žerotína, svobodný pán z Lilgenau (německy Josef Karl Reichsgraf von Zierotin, Freiherr von Lilgenau; 8. října 1728 Velké Losiny – 10. listopadu 1814 Brno) byl moravský šlechtic z losinsko-vízmberské větve rodu Žerotínů. Od mládí se uplatňoval ve správě Moravského markrabství, kde nakonec zastával funkce nejvyššího sudího (1773–1776) a nejvyššího komořího (1776–1781). Vlastnil statky na severní (Bludov, Třemešek) a východní Moravě (biskupské léno Valašské Meziříčí).

## Životopis

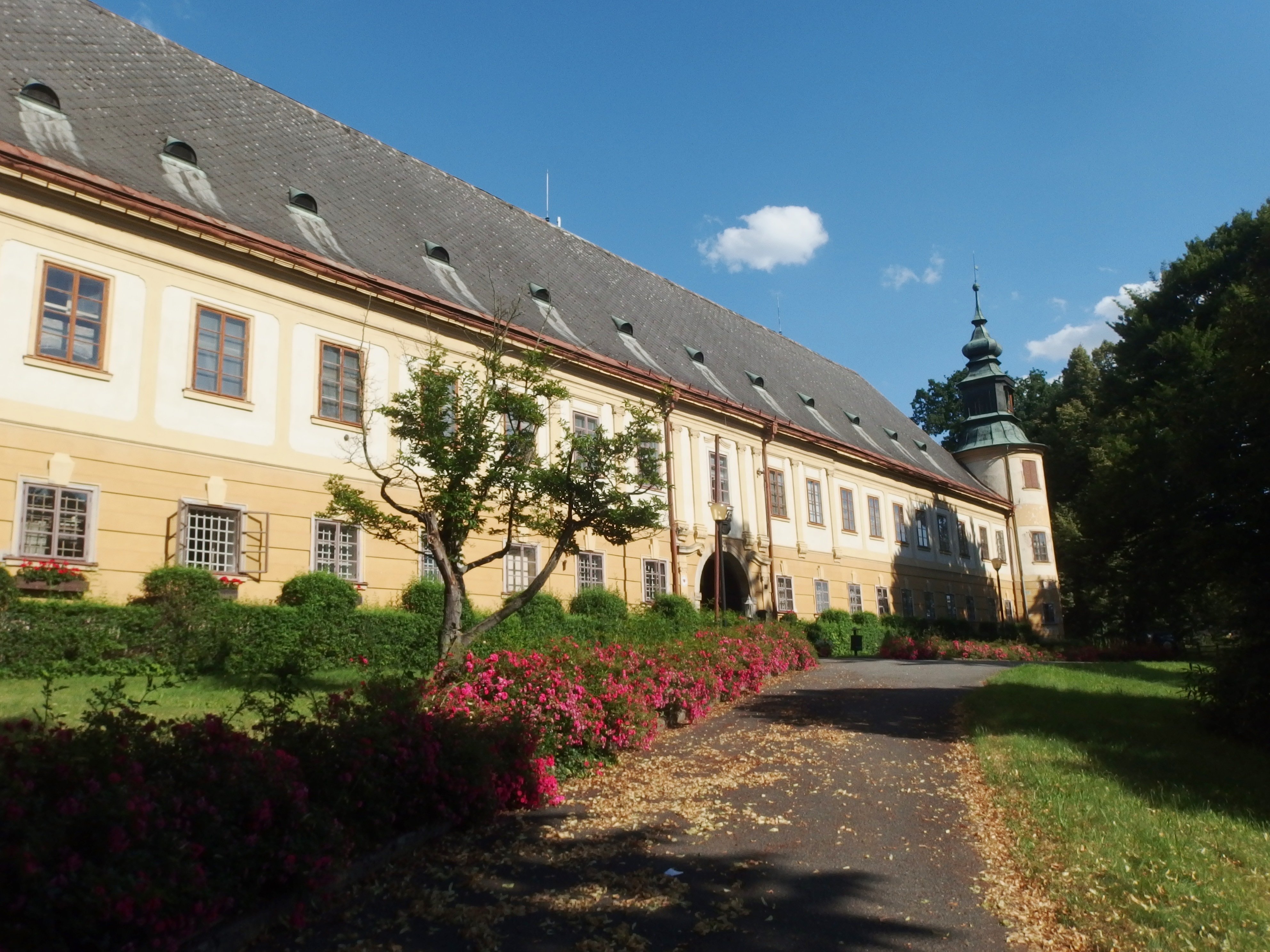
Zámek Bludov

Pocházel ze starého moravského rodu Žerotínů, narodil se jako třetí a nejmladší syn císařského komořího Jana Ludvíka ze Žerotína (1691–1761) a jeho manželky Marie Františky z Herbersteina (1697–1763). Vzdělání získal na jezuitské univerzitě v Olomouci a z doby jeho studií se dochovala dvě latinská rétorická cvičení (1741–1743) a rovněž latinský spisek o sv. Janu Křtiteli (1742), který napsal. Od mládí působil ve správě Moravského markrabství, kde byl komorním radou, radou apelačního soudu a zemským soudcem. Od roku 1758 zastával post přísedícího Královské reprezentace a později Moravského zemského gubernia. V letech 1773–1776 byl na Moravě prezidentem apelačního soudu (respektive nejvyšším sudím) a nakonec se stal moravským nejvyšším zemským komorníkem (1776–1781). Byl též císařským tajným radou a komořím.
Josef Karel zemřel v Brně, pohřben byl v rodinné hrobce v kapli sv. Kříže u kostela sv. Jana Křtitele ve Velkých Losinách.

## Majetek

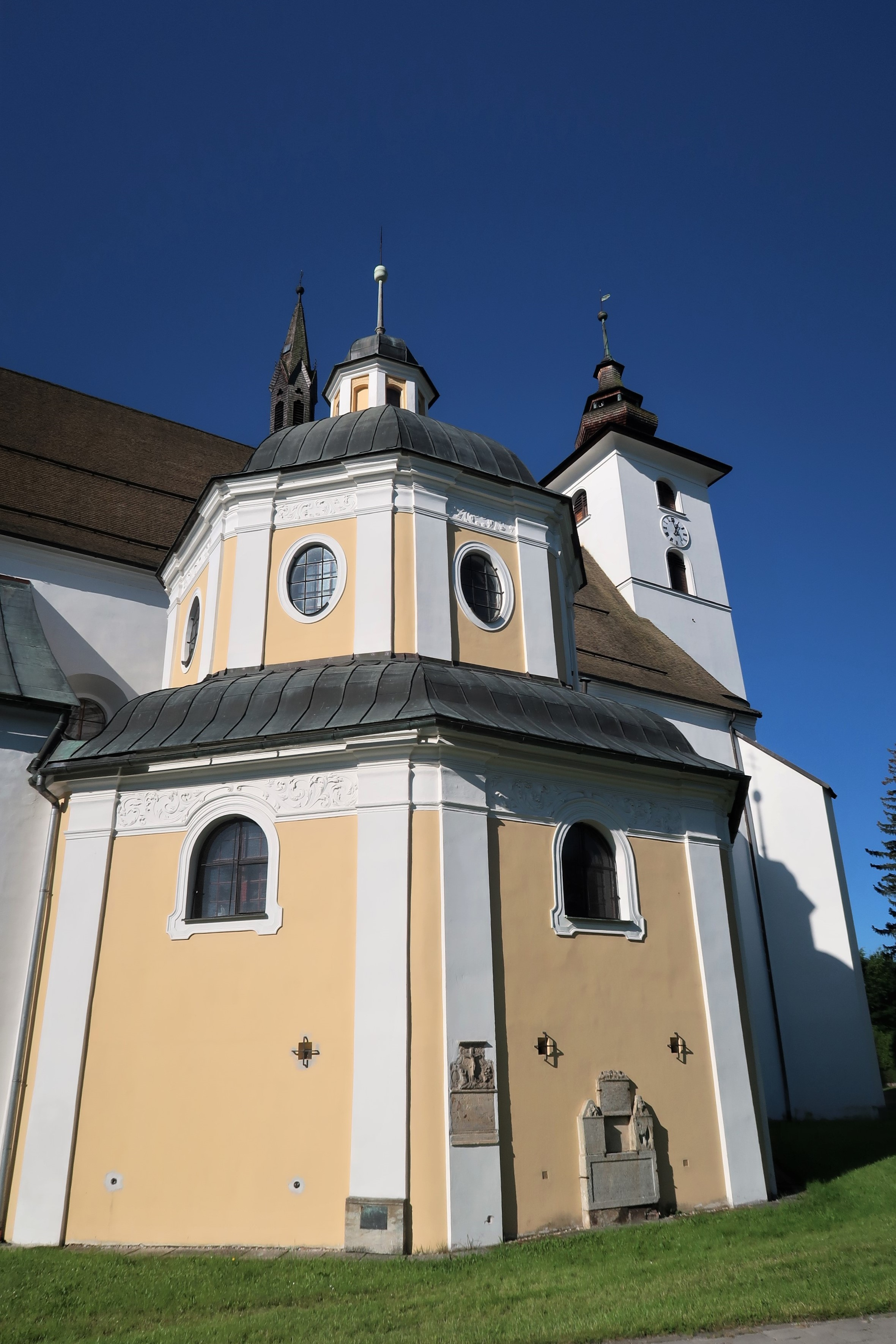
Kaple sv. Kříže s žerotínskou hrobkou u kostela sv. Jana Křtitele ve Velkých Losinách

Při rozdělování otcovského dědictví v roce 1761 jako nejmladší syn převzal nejmenší podíl, jeho majetkem se stala panství Bludov, Třemešek a Chromeč, vlastnil také dům v Brně. Původně často pobýval na zámku v Třemešku, a protože se zabýval astronomií, nechal zámeckou věž upravit na observatoř s dalekohledem. V roce 1771 ale panství prodal za 143 000 zlatých své sestře Antonii Oktavii (1726–1805), provdané baronce Stillfriedové. Jeho hlavním sídlem se poté stal zámek v Bludově, později nechal postavit také zámeček ve Valašském Meziříčí, jehož část mu od roku 1808 patřila jako manství. Roku 1779 zdědil po vzdáleném příbuzném Michaelovi Josefovi ze Žerotína (1719–1779) z falkenberské větve rodu slezská panství Falkenberg (dnes Niemodlin) a Tillowitz (dnes Tułowice), která však obratem prodal Janovi Karlovi hraběti Pražmovi z Bílkova. Celkově došlo v majetku Žerotínů v této době ke značným ztrátám, protože Josefovi starší bratři Jan Karel (1719–1775) a Ludvík Antonín (1723–1808) museli kvůli vysokému zadlužení prodat kmenová rodová panství Vízmberk (1770) a Velké Losiny (1802).

## Rodina
V roce 1763 se oženil s hraběnkou Marií Johanou ze Schrattenbachu (1742–1818), dcerou dolnorakouského místodržitele Františka Ferdinanda ze Schrattenbachu (1707–1785) a Marie Eleonory Libštejnské z Kolovrat (1724–1742). Měli spolu devět dětí:
- 1. Alžběta (24. 8. 1764 – 23. 12. 1854), svobodná a bezdětná
- 2. Antonie (13./23. 9. 1765 – 20. 3. 1804), manž. 1788 hrabě Jan Nepomuk Mitrovský (20. 1. 1757 Brno – 20. 5. 1799 Brno), přírodovědec, mineralog a představitel osvícenství v našich zemích
- 3. Eleonora (*/† 2. 7. 1768)
- 4. Vincencie (10. 4. 1770 – 1. 4. 1772)
- 5. Johana (12. 2. 1771 – 20. 11. 1785 Brno), manž. 1784 lankrabě Fridrich Josef z Fürstenbergu-Weitry (24. 4. 1751 Ludwigsburg – 1. 7. 1814 Valašské Meziříčí)
- 6. František Josef (6. 4. 1772 Brno – 30. 5. 1845 Brno), c. k. komoří a rada moravského zemského gubernia, manž. 1804 Ernestina Skrbenská z Hříště (17. 11. 1778 – 1854)
- 7. Josef (*/† 1774)
- 8. Jan Ludvík (11. 11. 1775 – 24. 3. 1813), svobodný a bezdětný
- 9. Marie Karolína (21. 5. 1777 – 13. 5. 1861 Brno), manž. hrabě Ferdinand von Nimptsch